# Аль-Айн (аеропорт)
Міжнародний аеропорт Аль-Айна — міжнародний пасажирський аеропорт, що знаходиться на околиці міста Аль-Айн в Об'єднаних Арабських Еміратах. Один з двох міжнародних аеропортів у еміраті Абу-Дабі

## Загальна інформація
Міжнародний аеропорт Аль-Айна знаходиться у 18 км на північний захід від центру міста. Відкритий 1994 року. Має 1 термінал, 10 стійок реєстрації, одна з яких для пасажирів бізнес-класу. Літаки приймаються на 4 гейти.
Довжина злітно-посадкової смуги — 4000 м. Паралельно існує ще одна смуга такої ж довжини для буксировки літаків.
Станом на 2018 рік планується розширення аеропорту.

## Авіалінії
З вересня 2012 року почала рейси між аеропортом Аль-Айна та іншими містами Еміратів авіакомпанія «Rotana Jet». Зокрема час перельоту між Аль-Айном та Абу-Дабі складав 30 хвилин. Її рейс став першим внутрішнім рейсом, що його прийняв аеропорт. Проте невдовзі компанія припинила ці рейси.
З 2016 року аеропорт пов'язує рейсами з Каїром авіакомпанія «Nile Air»
В аеропорту відбувається військове авіашоу.

## Оцінки
За версією газети «The Times» названий 4-м найприємнішим аеропортом світу..

## Авіакатастрофи
27 вересня 2011 року літак Grumman 21T американської компанії «Triple S Aviation, LLC» з Техасу, що прямував до Ер-Ріяду, перехилився ліворуч одразу після зльоту з аеропорту Аль-Айна та вдарився у землю. Усі 4 громадянина США, що перебували на борту, загинули.